# Franz von Riesch
Franz Joseph Sigmund Graf von Riesch (* 1. Januar 1793 in Dresden; † 11. März 1833 in Berlin) war ein deutscher Bühnenschriftsteller.

## Leben und Wirken
Er war der Sohn von Johann Siegmund von Riesch (1750–1821), österreichischer General der Kavallerie. Wie sein Vater diente er zunächst in der Armee, zuletzt im Dienstrang eines Rittmeisters. Er war danach in Berlin als Kämmerer tätig und hielt sich zeitweilig auch in Brünn, Wien und auf seinen sächsischen Besitzungen auf. Bekannt wurde er in dieser Zeit als
Bühnenschriftsteller und Bearbeiter von Stücken A. Lewaids. Er starb im Alter von 40 Jahren an einer Leberkrankheit und wurde am 15. März 1833 in Dresden beerdigt.

## Familie
Er heiratete 1818 Gräfin Marie von Klenau, Freiin von Jannowitz (* 17. Dezember 1800; † 21. März 1870). Sie war die Tochter von Johann von Klenau.